# オードナンス QF 75mm砲
オードナンスQF75mm砲(略:OQF 75mm)は、第二次世界大戦時のイギリスの戦車砲。
ここでいう QF とは「quick-firing」の略で、砲弾と装薬が一体となった完全弾薬筒を使用する物を指す。時としてこれらの砲は ROQF 「Royal Ordnance (the manufacturer) Quick-Firing」と称される。

## 概要
6ポンド対戦車砲を口径75mmに拡大し、アメリカから供与される榴弾を使用可能にすることで、M4シャーマン中戦車のM3 75mm砲と同等な、従来より強力な対歩兵戦闘能力を戦車に与えた。原型が6ポンド砲であり砲架も同じため、6ポンド砲が搭載できる砲塔ならQF75mm砲も搭載できた。